# 圣于贝尔 (摩泽尔省)
圣于贝尔（法語：Saint-Hubert，法語發音：[sɛ̃.t‿ybɛʁ] ⓘ）是法国摩泽尔省的一个市镇，位于该省西北部，属于梅斯区。

## 地理
圣于贝尔（49°13'26"N, 6°19'59"E）面积16.04 平方千米，位于法国大東部大區摩泽尔省，该省份为法国东北部内陆省份，是洛林的一部分，西南接默尔特-摩泽尔省，东临下莱茵省，北与卢森堡和德国接壤。
与圣于贝尔接壤的市镇（或旧市镇、城区）包括：阿邦库尔、贝特兰维尔、比尔通库尔、沙勒维尔苏布瓦、埃贝尔斯维莱、埃斯特罗夫、皮布朗日、维日、弗里。

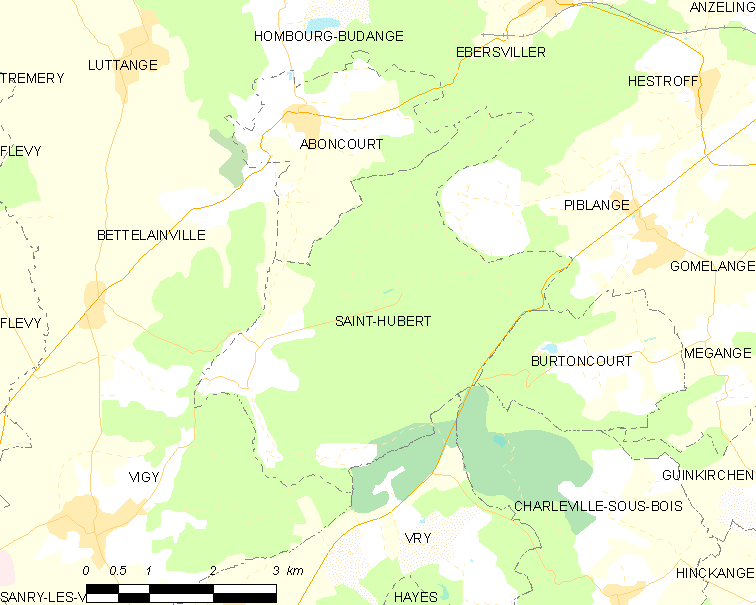
的OSM定位图

圣于贝尔的时区为UTC+01:00、UTC+02:00（夏令时）。

## 行政
圣于贝尔的邮政编码为57640，INSEE市镇编码为57612。

## 政治
圣于贝尔所属的省级选区为梅斯地区县。

## 人口

1962-2008年间人口变化图示

圣于贝尔于2022年1月1日时的人口数量为231人。